# Stefan Đurić

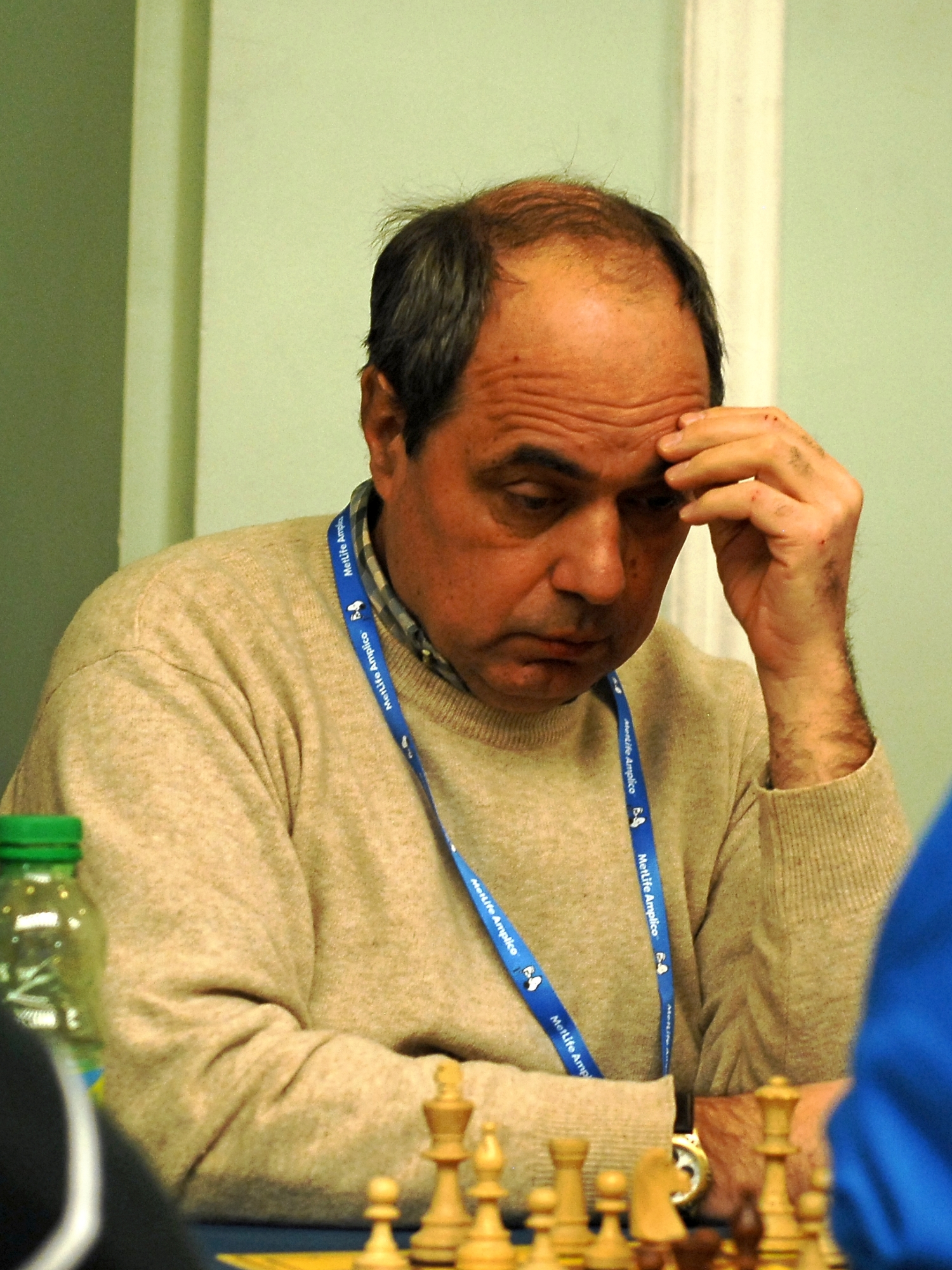
Stefan Đurić, 2012

Stefan Đurić (Servisch: Стефан Ђурић), achternaam ook wel gespeld als Djurić, (Belgrado, 26 juli 1955) is een Servische schaker. Hij is sinds 1982 een grootmeester (GM). Vroeger speelde hij voor Joegoslavië. 
Hij nam onder andere deel aan de volgende toernooien: het individuele schaakkampioenschap van Joegoslavië in 1984 (8 pt. uit 16) en 1985 (11.5 pt. uit 17), het EK schaken voor landenteams in Plovdiv in 1983 (zilveren medaille met het team en individueel een gouden medaille) en in 1989 (zilveren medaille met het team), Schaakolympiade 1980, 1990 en Schaakolympiade 1996, met het Joegoslavische team. In 2000 werd hij gedeeld 2e–6e met Roman Slobodjan, Ventzislav Inkiov, Giorgi Bagaturov en Zvulon Gofshtein in het schaakfestival van Arco, in de Italiaanse provincie Trente. In 2017 nam hij deel aan het Europees kampioenschap rapidschaak. 

## Noordzee-cup 2005
In juli 2005 werd in Esbjerg het 20e Noordzee-cup 2005-toernooi gespeeld dat met 7.5 punt uit 9 ronden gewonnen werd door de Russische grootmeester Vladimir Belov. Er waren 128 deelnemers. Vier schakers eindigden met 7 punten op de tweede plaats. Na een tie-break werd Igor Khenkin tweede en Maarten Solleveld derde. Stefan Đurić bezette de vierde plaats en de Duitse grootmeester Sergej Kalinitsjev eindigde op de vijfde plaats.